# Cyriakuskirche (Niederhofen)

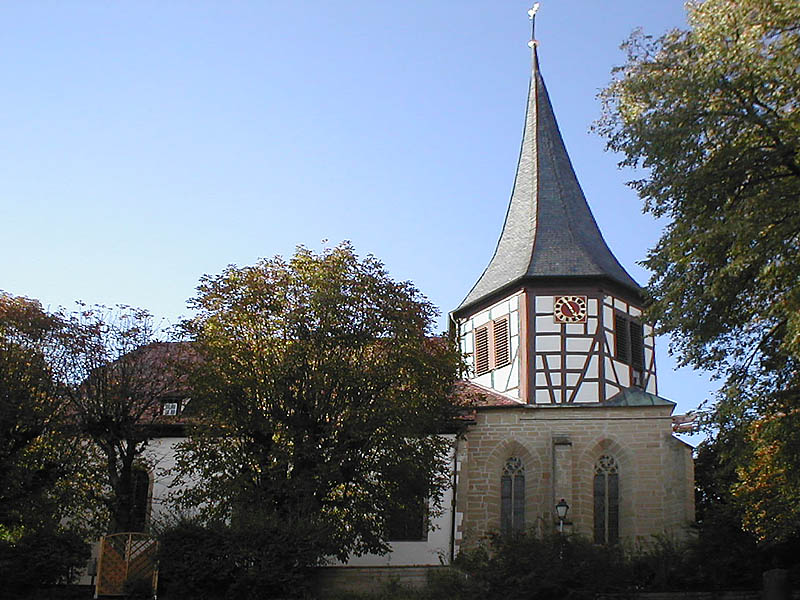
Cyriakuskirche in Niederhofen, 2006

Die Cyriakuskirche in Niederhofen, einem Stadtteil von Schwaigern im Landkreis Heilbronn im nördlichen Baden-Württemberg, ist ein historisches Kirchengebäude mit Bauteilen unterschiedlicher Epochen.

## Geschichte
Über die frühe Geschichte der Kirche wie auch des gesamten, 1332 erstmals erwähnten Ortes ist wenig bekannt. In Kirchenbüchern gibt es Hinweise, dass die Kirche einst dem Hl. Martin geweiht gewesen sein könnte, was ein hohes Alter der Kirche bedingen würde. Möglicherweise liegt dieser Vermutung jedoch eine Verwechslung mit der Martinskirche im Nachbarort Kleingartach zugrunde. Es gibt außerdem Vermutungen, dass die Kirche die Grablege der vor 1350 auf der Leinburg gesessenen Herren von Leinberg gewesen sein könnte.
Das Patronatsrecht der Niederhofener Kirche lag beim altgläubigen Stift Wimpfen. Zur Zeit der Reformation war Niederhofen von Württemberg seit 1485 an Hans den Reichen von Gemmingen zu Guttenberg und bis 1571 an dessen Nachkommen verpfändet. Zwar wirkten vereinzelt auch protestantische Geistliche an der Kirche, die Reformation wurde jedoch erst 1588 durch einen Vertrag Herzog Ulrichs von Württemberg mit dem Stift Wimpfen abgeschlossen. Das Stift Wimpfen verkaufte 1677 sein Patronatsrecht schließlich an den Herzog von Württemberg. Die Kirche wurde 1961 und 1981 umfangreich renoviert.

## Beschreibung
Nach Osten hin ist an ein romanisches Hauptschiff ein gotischer Chor mit Kreuzgewölbe angebaut. Der Fachwerkaufbau des auf den Chor aufgesetzten Turmes in Form eines Oktogons ist jüngeren Datums, wie auch verschiedene Teile der Kirche, darunter die Fenster der Südwand und die Kanzel, wohl aus den 1770er Jahren stammen. Alte Fresken im Chor zeigen Christus als Weltenrichter sowie den Evangelisten Johannes. Aus dem 15. Jahrhundert stammen die jüngeren Fresken im Langhaus mit Szenen aus dem Marienleben. Die Emporenbrüstung aus dem 18. Jahrhundert ist mit Aposteldarstellungen, biblischen Gestalten und Reformatorenporträts bemalt. Zur weiteren historischen Ausstattung der Kirche zählen drei barocke Tafelbilder, die Kanzel aus dem 18. Jahrhundert sowie ein Kruzifix aus dem 17. Jahrhundert. Das Glasfenster im Chor wurde 1961 von Valentin Saile gestaltet.